# Marius Ambrosius Capello
Marius Ambrosius Capello (Anversa, 22 giugno 1597 – Anversa, 4 ottobre 1676) è stato un vescovo cattolico fiammingo.

## Biografia
Nato nel 1597 ad Anversa dall'italiano Gian Francesco Capello e dalla fiamminga Marie de Boxhorn, entrò nell'ordine domenicano nel 1612 e fu ordinato sacerdote il 6 marzo 1621. Studiò teologia all'Università di Douai, all'Università di Salamanca e all'Università di Lovanio, conseguendo la laurea dottorale in quest'ultimo ateneo nel 1627.
Il 23 marzo 1652 fu nominato vescovo di Anversa da papa Innocenzo X, ma per alcuni contrasti nella diocesi fu necessaria una conferma della nomina, avvenuta solo il 6 luglio 1654. Fu consacrato quindi il 13 settembre successivo dall'arcivescovo Gaspard van den Bosch, suo predecessore alla guida della diocesi, insieme ad Antonius Triest e André Creusen come co-consacranti. Mantenne l'incarico fino alla morte, avvenuta nel 1676 ad Anversa.

## Genealogia episcopale e successione apostolica
La genealogia episcopale è:
- Cardinale Juan Pardo de Tavera
- Cardinale Antoine Perrenot de Granvelle
- Vescovo Frans van de Velde
- Arcivescovo Louis de Berlaymont
- Vescovo Maximilien Morillon
- Vescovo Pierre Simons
- Arcivescovo Matthias Hovius
- Arcivescovo Jacobus Boonen
- Arcivescovo Gaspard van den Bosch
- Vescovo Marius Ambrosius Capello, O.P.

La successione apostolica è:
- Arcivescovo Peter Talbot (1669)
- Vescovo Ignaas August Schetz van Grobbendonck (1669)
- Arcivescovo Alphonse de Berghes (1671)